# سامبسون ووكر
سامبسون ووكر هو سياسي كندي، ولد في 25 مارس 1843، وتوفي في 7 مارس 1933.